# Mário Seixas
Mário Seixas (ur. 22 kwietnia 1902 w Campos, zm. ?) – piłkarz brazylijski grający na pozycji napastnika.

## Kariera klubowa
Mário Seixas karierę piłkarską rozpoczął w klubie Americano FC w 1920 roku i grał w nim do 1925 roku. Z Americano zdobywał czterokrotnie mistrzostwo miasta Campos – Campeonato da Cidade de Campos: 1921, 1922, 1923, 1925 roku. W 1926 roku krótko grał w Helênico Rio de Janeiro, po czym przeszedł do Club Bahiano de Tennis. Rok 1930 spędził w São Paulo da Floresta, z którego przeszedł do Santos FC, w którym grał do końca kariery. Z Santosem zdobył mistrzostwo stanu São Paulo – Campeonato Paulista w 1935 roku.

## Kariera reprezentacyjna
Mário Seixas wziął udział w turnieju Copa América 1923. Brazylia zajęła czwarte, ostatnie miejsce, a Mário Seixas zagrał w trzech meczach turnieju z Argentyną, Urugwajem i Paragwajem. Były to jego jedyne mecze w barwach Canarinhos.